# Kozmáry-kilátó

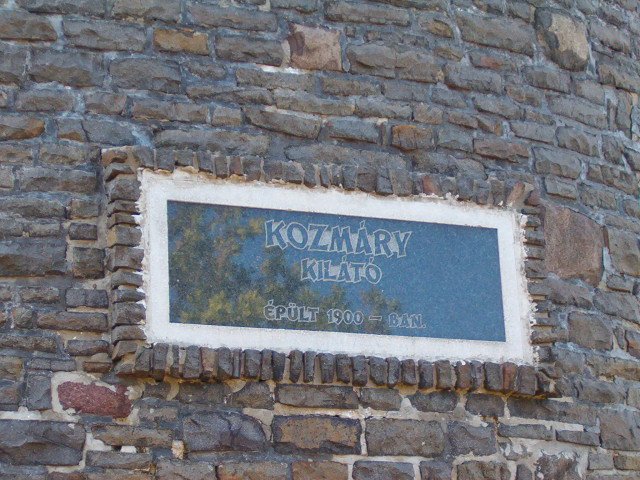
Kozmáry-kilátó tábla

A Kozmáry-kilátó a Mátra hegységben, Mátrafüred közelében található. A kőkilátó 1900-ban épült, több mint 370 m magasan áll a Dobogó-kő hegyen, körpanorámát nyújt. Nevét Kozmáry János üdülőtelep-igazgatóról kapta.

## Elhelyezkedése
A Mátra hegységben található Mátrafüred település látványossága. A kilátó valamivel több mint 370 m magasan áll a Dobogó-kő hegyen, mely nevét állítólag onnan kapta, hogy úgy dobog, mintha üreges lenne. Gyönyörű kilátás nyílik innen a Mátraaljára és Gyöngyös városára.

## Története
A kilátót Kozmáry János gyöngyösi kereskedő, a Mátra Egylet telepgondnoka építette a Dobogó-hegyen. Az 1900-ban épült és építőjéről elnevezett kilátó 1939-ben kapta meg mai formáját, majd a két világháború között felújították. Kozmáry János vezetése alatt kezdett a település rendezett üdülőteleppé válni.

## Megközelíthetőség
Megközelíthető Mátrafüred központjából a Béke utcán nyugati irányba indulva a sárga háromszög jelzésen. A Béke utcáról balra kanyarodva az Üdülősorra jutunk, ahonnan jobbra meredek, beszédes nevű utcák nyílnak: Kilátó u., Kozmáry u.; ezek valamelyikén kell felsétálnunk a Hegyalja utcára, ahol szépen faragott fakapu jelzi a lépcső kezdetét, mely felvisz a kilátóig. A sárga háromszög turistajelzést követve könnyebb túrát tehetünk Sástóig.

## Külső hivatkozás
- Kép a kilátóról